# Piotr Dybus
Piotr Dybus ps. Ares (ur. 1972 w Gdańsku) – polski strongman i trójboista siłowy.

## Życiorys
Z wykształcenia technik mechanik, pracował jako agent ochrony. Był wicemistrzem Polski w trójboju siłowym. W 2000 zadebiutował w dyscyplinie strongman.
Wymiary:
- wzrost 183 cm
- waga 130 kg
- biceps 53 cm
- klatka piersiowa 140 cm
- udo 78 cm

Rekordy życiowe:
- przysiad 280 kg
- wyciskanie 230 kg
- martwy ciąg 330 kg

## Osiągnięcia strongman
- 2000
  - udział w dwóch edycjach Pucharu Polski Strongman[2]
- 2001
  - finalista trzech edycji Pucharu Polski Strongman[2]
- 2002
  - udział w Pucharze Polski Strongman[2]
- 2003
  - udział w Pucharze Polski Strongman[3]
- 2004
  - udział w Pucharze Polski Strongman
- 2005
  - udział w Pucharze Polski Strongman
- 2006
  - 4. miejsce – Grand Prix Polski Strongman 2006